# 4061 Martelli
4061 Martelli eller 1988 FF3 är en asteroid i huvudbältet som upptäcktes den 19 mars 1988 av den italienske astronomen Walter Ferreri vid La Silla-observatoriet. Den är uppkallad efter den italienska arkitekten Giuseppe Martelli.
Asteroiden har en diameter på ungefär 19 kilometer och den tillhör asteroidgruppen Themis.